# کالین فرگوسن (هنرپیشه)
کالین فرگوسن (انگلیسی: Colin Ferguson؛ زادهٔ ۲۲ ژوئیهٔ ۱۹۷۲) یک هنرپیشه، و کارگردان اهل کانادا است.
از فیلم‌ها یا برنامه‌های تلویزیونی که وی در آن نقش داشته است می‌توان به دریاچه آرام ۳ و نقطه مقابل سکس اشاره کرد.